# Lynn Colella
Lynn Ann Colella, później Bell (ur. 13 czerwca 1950 w Seattle) – amerykańska pływaczka, srebrna medalistka olimpijska z Monachium.
Zawody w 1972 były jej jedynymi igrzyskami olimpijskimi. Zdobyła srebro na dystansie 200 m stylem motylkowym. Zdobyła cztery medale igrzysk panamerykańskich w 1971, dwa złote (200 metrów stylem klasycznym i motylkowym), srebro w sztafecie w stylu zmiennym i brąz na dystansie 100 metrów stylem klasycznym. Na mistrzostwach świata w 1973 zdobyła dwa brązowe medale.